# Siboglinum debile
Siboglinum debile är en ringmaskart som beskrevs av Southward 1961. Siboglinum debile ingår i släktet Siboglinum och familjen skäggmaskar. Inga underarter finns listade i Catalogue of Life.